# Deutsche Übersetzungen von Shakespeares Werken
Dieser Artikel beschreibt die Geschichte der deutschen Übersetzungen der Werke Shakespeares.

## Werk-Adaptionen im 17. Jahrhundert auf dem europäischen Kontinent
Wie Shakespeares Werke im 17. Jahrhundert ihren Weg auf den Kontinent gefunden haben, lässt sich anhand der Aufzeichnungen über das Repertoire von Wanderbühnen nachvollziehen. Diese geben Hinweise darauf, dass die Dramen noch zu seinen Lebzeiten in Holland und Deutschland aufgeführt wurden. Dabei kam Holland durch seine engen politischen Verbindungen zu England im 17. Jahrhundert und London als Ziel niederländischer Auswanderer eine besondere Funktion als Scharnier für den Transport von kulturellem Wissen von England auf den Kontinent zu. Obwohl die Stücke auf den Wanderbühnen vermutlich stark verkürzt präsentiert wurden, fanden sie rasch einen Niederschlag im Schaffen der kontinentaleuropäischen Unterhaltungsliteratur. In den Niederlanden sind aus dem frühen 17. Jahrhundert einige dieser Werke erhalten. Um 1641 veröffentlichte Jan Vos das Stück Aran en Titus, eine Bearbeitung des Titus Andronicus. Von Lambert van den Bosch stammt das Stück Roode en witte Roose aus dem Jahr 1651, das eine Bearbeitung des Dramas Richard III. darstellt. In dem Jahr 1654 erscheint De Dolle Bruyloft von Abraham Sybant, eine Verarbeitung des Stoffes aus The Taming of the Shrew. Anhand des Repertoires englischer Wanderschauspieler hat der deutsche Literaturwissenschaftler Wilhelm Creizenach (1851–1919) in seiner Geschichte des neueren Dramas recherchiert, dass ein Stück mit dem Titel Romeo und Julia schon im Jahre 1604 aufgeführt wurde. Um 1620 wurde eine Auswahl von Stücken als „Englische Comedien und Tragedien“ veröffentlicht. 1626 wurden in Dresden vier Shakespearestücke, darunter eine Version des Hamlet, gegeben.

## Übertragungen ins Deutsche im 17. Jahrhundert
Die Rezeption Shakespeares im deutschsprachigen Raum begann im 17. Jahrhundert neben den Aufführungen der englischen Wanderbühnen mit dem Druck von Dramentexten. Es handelte sich dabei aber nicht um Übersetzungen im engeren Sinn, sondern um verkürzte Adaptionen. Die erste gedruckte Adaption war eine Version des Titus Andronicus aus dem Jahr 1620 in der Sammlung Engelische Comedien und Tragedien von Friedrich Menius. Von Andreas Gryphius stammte die Bearbeitung der Handwerkerszene aus dem Sommernachtstraum, gedruckt 1657 unter dem Titel Absurda Comica oder Herr Peter Squenz. Bei der um 1670 von dem Komödianten Christoph Blümel verfassten Theaterhandschrift Der Jude von Venetien handelt es sich um eine Adaption des Der Kaufmann von Venedig. 1672 erschien eine Adaption von Der Widerspenstigen Zähmung unter dem Titel: Die Kunst über alle Künste, ein bös Weib gut zu machen. 1677 erschien ein Tugend- und Liebesstreit mit Anklängen an Twelfth Night.

## Das 18. Jahrhundert
In das Jahr 1710 datiert das verlorene Manuskript von Der bestrafte Brudermord, einer 1781 publizierten Hamlet-Adaption. 1758 folgte die Veröffentlichung einer Übertragung von Romeo und Julia in Blankvers durch den Schweizer Simon Grynaeus. Im gleichen Jahr veröffentlichte Christian Felix Weiße eine Adaption von Richard III., gefolgt von einer Romeo und Julia-Version im Jahre 1767. Die erste textgenaue Übersetzung eines der Werke von Shakespeare ins Deutsche war der Versuch einer gebundenen Uebersetzung des Trauer-Spiels von dem Tode des Julius Cäsar durch Caspar Wilhelm von Borck im Jahr 1741.

## Die Zeit der Wieland-Eschenburg-Übersetzung
Im Jahre 1762 begann Wieland mit seiner Arbeit an der ersten Gesamtausgabe der Werke Shakespeares in deutscher Sprache. Seine Textgrundlage war die Ausgabe von William Warburton aus dem Jahr 1747. Er übersetzte zuerst unter anderem Ein St. Johannis Nachts-Traum in Versform, wählte dann aber für die weitere Arbeit die Prosaform. Bis zum Jahr 1766 übertrug er insgesamt 22 Dramen. Johann Joachim Eschenburg setzte in den Jahren 1775–1777 die Wieland-Ausgabe fort. Er benutzte als Textgrundlage die wesentlich zuverlässigere Edition der Werke Shakespeares von Johnson und Steevens von 1773 und arbeitete sehr gewissenhaft an Verbesserungen. Der Mannheimer Professor Gabriel Eckert besorgte 1778–1780 einen nicht autorisierten Nachdruck der Eschenburg-Ausgabe unter seinem eigenen Namen. In die Sammlung Volkslieder. Erster Teil von 1778 fügte Herder von ihm als besonders schön bewertete Stellen aus Shakespeares Werken als Übersetzungsmuster in Versform ein. Sie blieben zwar zunächst nur Entwürfe, gelten aber als erste Beiträge zu den Vorarbeiten für eine neue Übersetzung. Bedeutsam für diese Entwicklung war die Übertragung von Love's Labour's Lost aus dem Jahre 1774 unter dem Titel Amor vincit omnia durch Reinhold Lenz und Gottfried August Bürger. Lenz arbeitete später an einem Coriolan (1775) und Bürger an einer Macbeth-Übersetzung (1783).

## Die Schlegel-Tieck-Übersetzung
An der sogenannten Schlegel-Tieck-Ausgabe waren (einschließlich der Vorarbeiten) in der Zeit von 1789 bis 1833 mit Caroline Schlegel, Wolf Heinrich von Baudissin und Dorothea Tieck insgesamt fünf Autoren beteiligt. Schlegel machte 1789 seine ersten Übersetzungsversuche zusammen mit Burger am Sommernachtstraum, 1796 erschien dann Romeo und Julia als Vorabdruck in Schillers Horen. Am Hamlet arbeitete Schlegel seit 1793. Neben Julius Cäsar, Der Sturm, Der Kaufmann von Venedig, Was Ihr wollt und Wie es euch gefällt erschienen dann noch vier Historien, bis es 1801 nach einem Streit mit dem Verleger Johann Friedrich Unger zu einem Abbruch von Schlegels Arbeit kam. Tieck begann zu dieser Zeit mit einer Versübersetzung von Love's Labour's Lost, wurde aber erst 1824 mit dem neuen Verleger Georg Reimer über die Bedingungen einer Fortsetzung einig und so erschien 1825/26 eine Neuauflage der Schlegelschen Übersetzungen mit Tiecks Ergänzungen: Shakespeare's dramatische Werke, übersetzt von August Wilhelm Schlegel, ergänzt und erläutert von Ludwig Tieck. Da Tieck die Arbeit nach dem Erscheinen der ersten drei Bände gleich wieder einstellte, dauerte es noch einmal vier Jahre, bis sich mit Baudissin (der 13 Stücke beitrug) ein Übersetzer fand, der mit Unterstützung von Tiecks Tochter (die fünf Dramen beitrug) die Gesamtausgabe in der Zeit von 1830 bis 1833 vollendete.

## Die Konsolidierung im 19. Jahrhundert
Schon vor dem Abschluss der Schlegel-Tieck-Übersetzung begann eine Konsolidierung der Übersetzungsarbeiten mit einer Ausgabe, die von Johann Heinrich Voß und seinen beiden Söhnen Abraham Voß und Heinrich Voß bis 1829 herausgegeben wurde. Zwei Jahre vorher hatte der junge Heinrich Voß eine Kompilation der Ausgaben von Eschenburg und Schlegel besorgt. Zu Beginn des 19. Jahrhunderts begann auch eine intensivere Beschäftigung mit der Übersetzung der poetischen Werke Shakespeares. Zuerst bemühte sich Karl Ludwig Kannegießer ab etwa 1803 um die ersten Übersetzungen, die aber Fragment blieben. Ihm folgte 1820 die erste vollständige Übersetzung durch einen der Väter der Textkritik, Karl Lachmann, gefolgt von der höher angesehenen Ausgabe von Gottlob Regis im Shakespeare-Almanach von 1836. Um den Ansprüchen eines bühnentauglichen Textes gerecht zu werden, plante Franz Dingelstedt ab 1858 eine Ausgabe der Dramen für die Theaterpraxis. Das Ergebnis waren drei Editionen:
- eine zehnbändige Ausgabe von Dingelstedt von 1865 bis 1867,
- die Edition vom Autorenkollektiv um Friedrich Bodenstedt in 38 Bänden von 1876 bis 1881 und
- die von Hermann Ulrici besorgte zwölfbändige Werkausgabe der Deutschen Shakespeare-Gesellschaft aus den gleichen Jahren.[17]

## Die Neuorientierung der Übersetzungsarbeit im 20. Jahrhundert
Die Neuorientierung der Arbeit an deutschsprachigen Shakespeare-Ausgaben im Beginn des 20. Jahrhunderts umfasste drei Schritte. Michael Bernays und Alois Brandl stellten durch textkritische Arbeit den Zustand des Schlegel-Tieck-Textes in zwei Ausgaben von 1871 bis 1873 (12 Bände) und 1897 (10 Bände, zweite Auflage 1922f) wieder her. Hermann Conrad wies dann in mehreren Untersuchungen ab 1902 Übersetzungsfehler der alten Ausgaben nach und Friedrich Gundolf besorgte von 1908 bis 1918 (10 Bände) und 1920–1922 (Neue Ausgabe in 6 Bänden) den Versuch einer dichterischen Erneuerung eines „Shakespeare in deutscher Sprache“ mit einem Schwerpunkt der Rekonstruktion der Schlegelausgabe, was als eine Verengung der Vielfalt der Ausgaben des 19. Jahrhunderts bewertet wird. 1909 veröffentlichte Stefan George seine „Umdichtung“ Shakespeare. Sonnette., die Karl Kraus eine „Vergewaltigung zweier Sprachen“ nannte und mit einer „Nachdichtung“ (Wien 1933) beantwortete. Kraus lehnte die Anpassung der Dramen an die Bühnenbedürfnisse ab und trug über zwei Jahrzehnte von ihm „sprachlich erneuerte“ Baudissin-Tieck-Versionen – darunter auch einen Hamlet – auf seiner „Lesebühne“ vor. Rudolf Alexander Schröder versuchte mit seinen Übertragungen von 10 Dramen, die 1963 erschienen, den „barocken“ Charakter der Shakespeareschen Werke wiederherzustellen. 1967 erschien Paul Celans „Weiterdichtung“ W. Shakespeare, Einundzwanzig Sonette. Seitdem sind fast 50 Übersetzungen der Sonette ins Deutsche erschienen.

## Spieltexte und Rohübersetzungen
Während Dichter und Kritiker wie George, Kraus und Schröder den Schwerpunkt ihrer Beschäftigung auf die Leseversionen und das poetische Werk legten, wandten sich andere Übersetzer unter dem Eindruck der Rehabilitation der First Folio durch Pollard und dem damit einhergehenden steigenden Interesse an den Werken als Spieltexten der Bühnenpraxis zu und arbeiteten verstärkt an bühnentauglichen Übersetzungen. Hans Ludwig Rothe vervollständigte 1955–1959 seine schon 1916 begonnene neunbändige Ausgabe (Der elisabethanische Shakespeare), allerdings bezweifelte er die Autorität der First Folio. Dem gegenüber anerkannte Richard Flatter den Wert der First Folio für die Bühnenpraxis (6 Bände, Wien 1952–1955), die in der Praxis weitere Verbreitung fand als Rothes Texte. In der DDR arbeitete Rudolf Schaller an spieltauglichen Versionen, seine Ausgabe erschien ab 1960 in der DDR und ab 1964 auch in West-Berlin. Ab den siebziger Jahren fand vor allem die Arbeit von Maik Hamburger größere Beachtung. Die am häufigsten benutzten Dramentexte stammen von Erich Fried (Shakespeare. 27 Stücke in 3 Bänden. Berlin 1989). Die Ausgabe von Wolfgang Swaczynna (ab 1967, nur Bühnenmanuskripte) orientierte sich vor allem an den Erfordernissen kleiner Bühnen. Das moderne Regietheater greift zunehmend weniger auf fertige Ausgaben zurück. Einzig die Übersetzungen von Peter Stein und Michael Wachsmann fanden weitere Verwendung. Um diesen Ansprüchen gerecht zu werden, erarbeiteten Herausgeberkollektive möglichst exakte Rohübersetzungen. Ab 1973 erschienen diese in Reclams Universal-Bibliothek und seit 1976 erscheint die Englisch-Deutsche Studienausgabe der Dramen Shakespeares, die als wissenschaftlich kommentierte zweisprachige Einzel-Ausgabe konzipiert ist. Die Erfordernisse einer möglichst exakten Leseversion erfüllt seit 1976 die bei dtv erscheinende zweisprachige kommentierte Übersetzung von Frank Günther.